# Жулин, Юрий Викторович
Юрий Викторович Жулин (род. 23 января 1979 года, Караганда, Карагандинская область, Казахская ССР) — казахстанский политик, депутат Мажилиса Парламента Республики Казахстан VII созыва (2021—2023).

## Биография
Окончил Карагандинский государственный университет имени Е. А. Букетова по специальности политология. Трудовую деятельность начал в 2000 году преподавателем в Карагандинском финансовом институте.
С 2000 по 2002 годы — ведущий специалист Карагандинского областного департамента культуры, информации и общественного согласия.
С 2002 по 2004 годы — главный специалист Министерства культуры, информации и общественного согласия Республики Казахстан.
С 2004 по 2010 годы — старший эксперт, главный эксперт, инспектор, заведующий сектором социально-политического отдела, отдела внутренней политики Администрации Президента Республики Казахстан.
С 2010 по 2012 годы — заместитель акима по социальным вопросам и внутренней политике города Темиртау Карагандинской области.
С 2012 по 2014 годы — директор РГП на ПХВ «Центр анализа и информации» Министерства культуры и информации Республики Казахстан.
С 2014 по 2015 годы — заместитель начальника департамента по работе со СМИ Министерства обороны Республики Казахстан.
С марта по сентябрь 2015 года — руководитель службы мониторинга информации партии «Нур Отан».
С 2015 по 2018 годы — директор КГП на ПХВ «Центр информации и анализа» управления внутренней политики города Алматы.
С 2018 по 2019 годы — заместитель руководителя аппарата акима города Алматы.
С 2019 по 2021 годы — заместитель руководителя центрального аппарата партии «Нур Отан».
С января 2021 года по январь 2023 года — депутат Мажилиса Парламента Республики Казахстан VII созыва по списку партии «Нур Отан» (с марта 2022 года — партия «Аманат»).

## Награды
- Медаль «Ерен еңбегі үшін» (За трудовое отличие)
- Почётная грамота Республики Казахстан